# Placa de Birmania

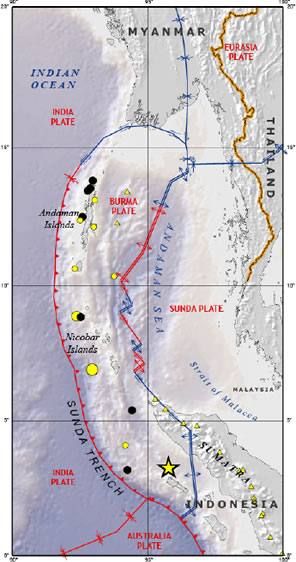
Mapa de la placa de Birmania, mostrando los límites con la placa de India (la fosa de Sonda) y la placa de la Sonda (a través del mar de Andamán).

La placa de Birmania es una pequeña placa tectónica, o microplaca, ubicada en el sudeste asiático. A menudo se considera que forma parte de la placa Euroasiática. Las islas Andamán, Nicobar, y el noroeste de Sumatra, se encuentran en la placa de Birmania. Este arco insular separa el mar de Andamán del océano Índico al oeste.
En su margen oriental se encuentra la placa de la Sonda de la cual está separada por una falla transformante corriendo de norte a sur por el mar de Andamán. Este límite tectónico entre las placas de Sunda y Birmania es un foco marginal de expansión del fondo marino que ha resultado en la apertura del mar de Andamán (a partir del sur), tras la separación "expulsiva" del arco de islas de Andamán-Nicobar-Sumatra de la parte continental de Asia, un proceso que comenzó hace unos 4 millones de años.
Al oeste se encuentra la placa de India, que es subducida debajo del lado oriental de la placa de Birmania. La Fosa de Sonda se formó por ésta extensa zona de subducción.